# Kateh

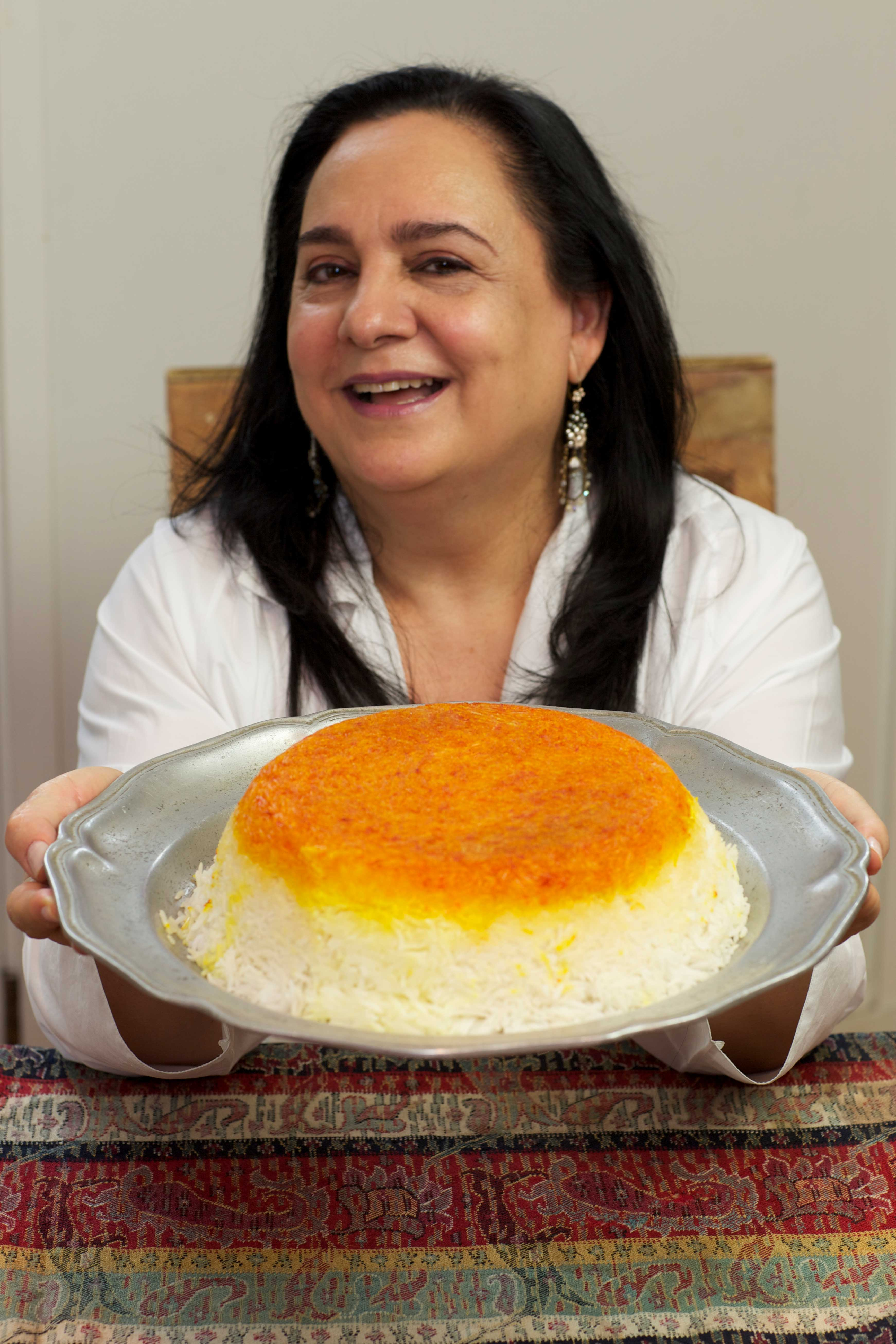
La chef Najmieh Batmanglij sosteniendo plato un kateh, arroz persa

El kateh es un tipo de arroz iraní de la región del Caspio que a diferencia del pilav es pegajoso y no tiene tahdig (la corteza de arroz, pan o papa en el fondo, un manjar tradicional en Irán), aunque sí forma una corteza. En el fondo donde se acumulan la sal y el aceite. En general, el kateh necesita la mitad del tiempo de cocción y tiene un sabor más denso debido a la adición de mantequilla o aceite en el proceso de cocción.
El lateh es considerado generalmente como el arroz iraní más simple, la facilidad y rapidez con que se cocina lo hace popular para cenas informales. También es el plato tradicional de Guilán y Mazandarán.

## Preparación
Se lo prepara con arroz basmati de grano largo y se cocina en agua con sal, aceite (de preferencia aceite de canola), mantequilla y 1/4 de cucharadita de azafrán molido disuelto en 1 cucharada de agua caliente. Se lo deja unos minutos a temperatura elevada hasta que forme una costra.